# Мажуков Олексій Сергійович
Мажуков Олексій Сергійович (1936—2011) — радянський і російський композитор. Заслужений діяч мистецтв Росії (1996).

## Біографічні відомості
Народився 10 лютого 1936 року в селі Шумерля в Чувашії. 
Музичну освіту здобув у Чебоксарському музичному училищі (1955), Саратовській консерваторії (1959), Московській консерваторії (1962, клас композиції Ю. Шапоріна). 
Працював диригентом в естрадних оркестрах. 
Автор музики багатьох популярних естрадних пісень радянської естради 1970-1980-х років, які виконували Алла Пугачова, Софія Ротару, Ірина Понаровська, Роза Римбаєва, Біруте Петрікіте, Муслім Магомаєв, Едіта П'єха, Ольга Зарубіна, Анне Вескі, Надія Чепрага, Ніна Бродська та інші виконавці.
Співавтор музики до фільму Я. Лупія «Ми разом, мамо» (1976, Одеська кіностудія).

### Родина
- Син: Мажуков Денис Олексійович (нар. 1973) — російський піаніст-віртуоз.
- Син: Мажуков Павло Олексійович (1977—2021)

## Фільмографія
- «Короткі історії» (1963, у співавт.)
- «Гори кличуть» (1972)
- «Колись у Каліфорнії» (1976)
- «Ми разом, мамо» (1976, Одеська кіностудія)
- «Мартін Іден» (1976, фільм-спектакль)
- «Портрет з дощем» (1977)
- «Кішка на радіаторі» (1977, фільм-спектакль)
- «Спокуса» (1978)
- «Діма вирушає в дорогу» (1978, мультфільм)
- «Літні гастролі» (1979, у співавт.)
- «Де ти, любове?» (1980, у співавт.)
- «Кохана жінка механіка Гаврилова» (1981)
- «Дякую за нельотну погоду» (1981, у співавт.)
- «Санний спорт» (1981, мультфільм)
- рос. «Призываюсь весной» (1984, фільм-спектакль)
- «Зерно рису» (1984, фільм-спектакль)
- «Джигіт завжди джигіт» (1985)
- «Гіркий ялівець» (1985) та ін.